# Nationaal Museum van Cambodja

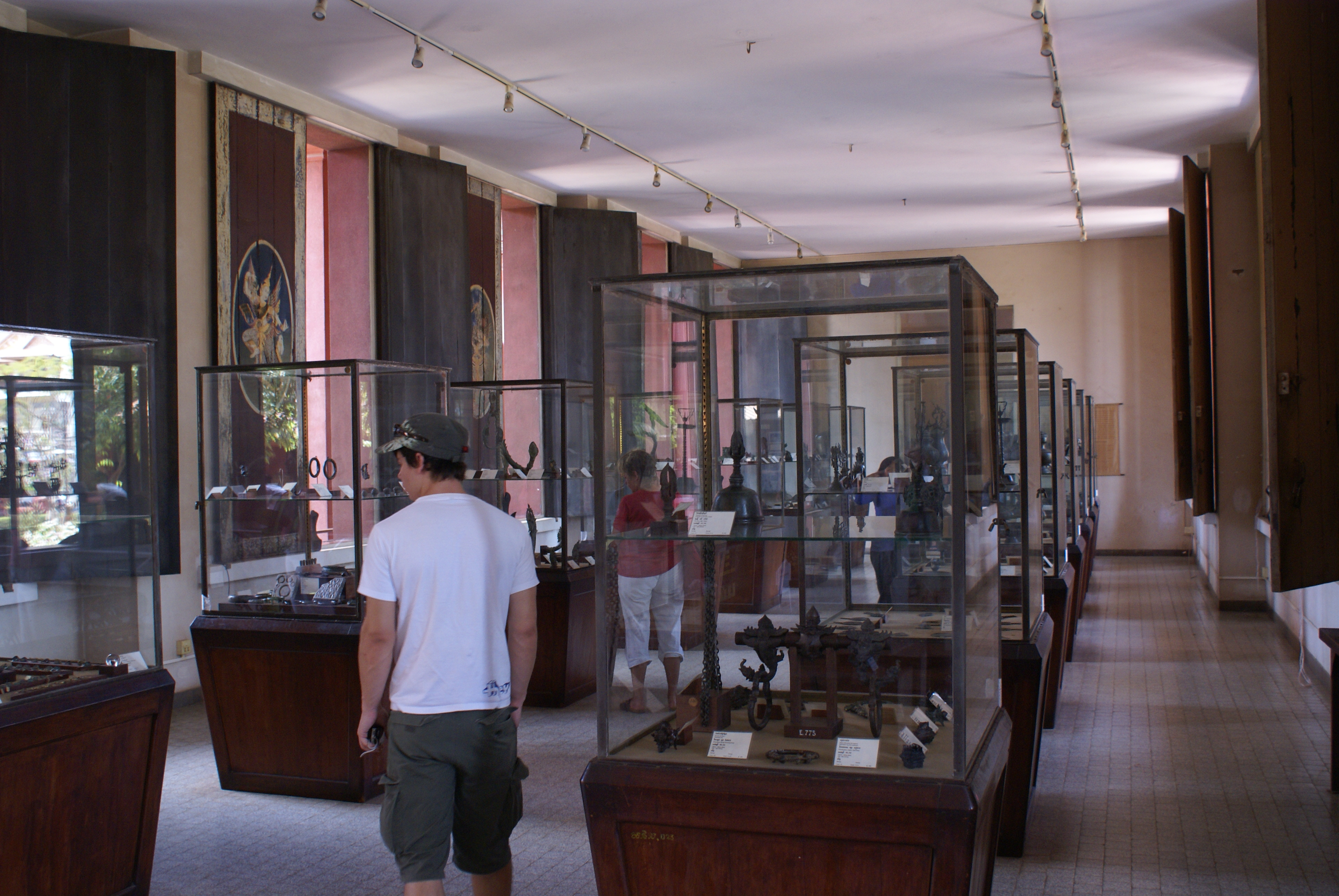
Interieur van het Nationaal Museum van Cambodja in Phnom Penh

Het Nationaal Museum van Cambodja in Phnom Penh is Cambodja's grootste museum voor culturele geschiedenis en het belangrijkste historische en archeologische museum van het land.
Het gebouw werd ontworpen door de Fransman George Groslier (1887-1945) en gebouwd tussen 1917 en 1920 in de traditionele Khmerstijl. In 1920 werd het gebouw ingewijd door koning Sisowat. Het museum bezit veel voorwerpen uit Cambodja's rijke geschiedenis.